# Gulnaz Chatuncewa
Gulnaz Eduardowna Chatuncewa z d. Badykowa (ros. Гульназ Эдуардовна Хатунцева z d. Бадыкова; ur. 21 kwietnia 1994 w Czekmaguszu) – rosyjska kolarka torowa i szosowa, brązowa medalistka olimpijska.

## Kariera
Pierwszy sukces w karierze osiągnęła w 2011 roku, kiedy zdobyła srebrny medal w drużynowym wyścigu na dochodzenie na torowych mistrzostwach świata juniorów. Na rozgrywanych rok później mistrzostwach Europy w Apeldoorn w tej samej konkurencji wśród seniorek zdobyła brązowy medal. W 2015 roku zdobyła srebro w drużynowym wyścigu na dochodzenie podczas mistrzostw Europy w Grenchen. Następnie była druga w drużynowym wyścigu na dochodzenie na ME w Berlinie (2017), druga w madisonie na oraz trzecia w wyścigu punktowym podczas ME w Glasgow (2018). Zwyciężyła także w wyścigu punktowym na mistrzostwach Europy w Grenchen w 2021 roku. 
Ponadto podczas igrzysk olimpijskich w Tokio razem z Mariją Nowołodską zdobyła brązowy medal w madisonie.